# Lucian Grigorescu
Lucian Grigorescu (n. 1 februarie 1894, Medgidia, Constanța, România – d. 28 octombrie 1965, București, România) a fost un pictor român postimpresionist. 
Este apreciat ca fiind cel mai latin dintre pictorii români.

## Activitate
Studiază pictura cu G.D. Mirea și Gabriel Popescu între 1912 și 1915 la Academia de Belle Arte din București. După întreruperea cauzată de război, reia studiile în anii 1918-1920. Își continuă formația artistică la Roma (1921-1923) și Paris (1924), unde frecventează atelierele de la "Grande Chaumière" și "Académie Ranson", în atelierul lui Roger Bissière. Pe un drum urmat adesea de artiști, începând cu reprezentanții impresionismului, călătorește spre sudul Franței, lucrând, între 1927-1939 la Cassis, fascinat de lumina intensă, de culorile proaspete ale regiunii.
Participă la saloanele oficiale din România, la expoziții organizate de "Tinerimea Artistică", "Grupul nostru", "Arta" etc. Pictorul, pe care criticul Nicolae Argintescu-Amza îl considera, în monografia ce i-a consacrat-o, "unul dintre cei mai interesanți, mai complecși și mai personali postimpresioniști în cadre mondiale", rămâne credincios elanurilor sale din tinerețe, dăruindu-se cu o nedisimulată plăcere lucrului în "plein-air" (Peisaj la Martigne, Mogoșoaia). 
Lucian Grigorescu a fost înainte de toate un pictor al naturii, dar aici trebuie adăugată și natura umană. Cele mai multe portrete aparțin perioadei târzii a artistului dar și în tinerețe a realizat unele portrete semnificative. Printre acestea este de menționat "Arlechinul", aflat în muzeul Zambaccian. Din tablou se degajează o tristețe care nu este atenuată de îmbrăcămintea colorată a personajului, o lumină de pastel acoperă întreaga imagine, a cărei valoare cromatică este depășită de semnificația umană vibrantă.
Trăind cu patetism miracolul inepuizabil al unei naturi exuberante, scăldată de soare, artistul dezvoltă, departe de experiențele de ultimă oră ale Parisului sau altor centre europene, idealurile devenite clasice ale impresionismului. Pe această direcție, resimte și ecouri din creația lui Paul Cézanne, deschizător de noi orizonturi pentru arta secolului al XX-lea. Realitatea este respectată, transfigurată însă de o puternică sensibilitate personală.
În 1948, Lucian Grigorescu a fost ale membru corespondent al Academiei Române.

## Distincții
- Ordinul Meritul Cultural în gradul de Medalie cl. I, pentru artă (1 februarie 1943)[6]
- titlul de Maestru Emerit al Artei (28 martie 1962) „pentru activitate deosebită în domeniul artistic”[7]
- titlul de Artist al Poporului din Republica Populară Romînă (18 august 1964) „pentru merite deosebite în activitatea desfășurată în domeniul teatrului, muzicii, artelor plastice și cinematografiei”[8]

## Citat
| “ | Nu vreau să fac alegorie; socot că acest nivel de exprimare este desuet, depășit, pentru că e convențional ca sens și discursiv ca expresie plastică. Delacroix încercase cu „Libertatea pe baricade,” visul contemporanilor săi, Rosenthal crea tabloul „România rupând-și cătușele la Câmpia Libertății.” Ei s-au servit de alegorie pentru că n-au avut de model realitatea, ci idealul ... Nu m-am documentat ad-hoc, cu popasuri „pe teren” și bloc de schițe. Pe această temă documentarea se săvârșește perpetuu, confundându-se cu viața. | ” |

 (Lucian Grigorescu, 1959)